# Луций Салвидиен Руф Салвиан
Луций Салвидиен Руф Салвиан (на латински: Lucius Salvidienus Rufus Salvianus) e сенатор на Римската империя през 1 век.
През ноември и декември 52 г. Салвиан е суфектконсул заедно с консула Фауст Корнелий Сула Феликс. През 60 г. е легат Augusti pro praetore в провинция Панония.